# Rothechtaid mac Main
Rothechtaid mac Main i.e fils de Maen, fils d'Óengus Olmucaid, est selon les légendes médiévales et la tradition pseudo historique irlandaise un Ard ri Erenn,

## Règne
Rothechtaid parvient au pouvoir en tuant lors de la bataille Raigne Énna Airgdech, son prédécesseur qui était le meurtrier de son grand-père et règne pendant 25 ans.
Le Lebor Gabála Érenn donne deux versions différentes de sa mort. Dans la première il est tué en combat singulier à Crúachan, par Sétna Airt, qui luttait pour protéger son fils Fíachu Fínscothach. Dans la seconde version il meurt de ses blessures à Tara.
La chronologie de Geoffrey Keating Foras Feasa ar Éirinn assigne à son règne comme dates 1005-980 av. J.-C. , et les Annales des quatre maîtres   1383-1358 av. J.-C. .
Son fils Demal mac Rothechtaid poursuit sa lignée qui ne reprendra cependant le pouvoir qu'avec Sírna Sáeglach

## Source
- (en) Cet article est partiellement ou en totalité issu de l’article de Wikipédia en anglais intitulé « Rothechtaid mac Main » (voir la liste des auteurs), édition du 8 avril 2012.